# Carrer de Gràcia (l'Escala)
El Carrer de Gràcia és un vial dins del nucli antic de la població de l'Escala, a l'extrem nord-oest del terme. De fet és la via principal d'entrada al nucli antic, des de la ronda del Pedró. Desemboca a la placeta del Peix.
Es tracta d'un llarg carrer rectilini farcit d'edificis entre mitgeres, majoritàriament de planta rectangular i distribuïts en dues o tres plantes com a màxim. Conjunt de cases construïdes majoritàriament durant els segles xviii-XIX. Cal Monjo era, en origen, una de les propietats més grans presents al Carrer de Gràcia, actualment disgregada en diversos edificis. En origen, les construccions foren bastides a partir del segle xviii i presenten les obertures emmarcades amb grans carreus de pedra, ja siguin allindanades o bastides amb arcs rebaixats principalment. La resta del parament es troba arrebossat i pintat.

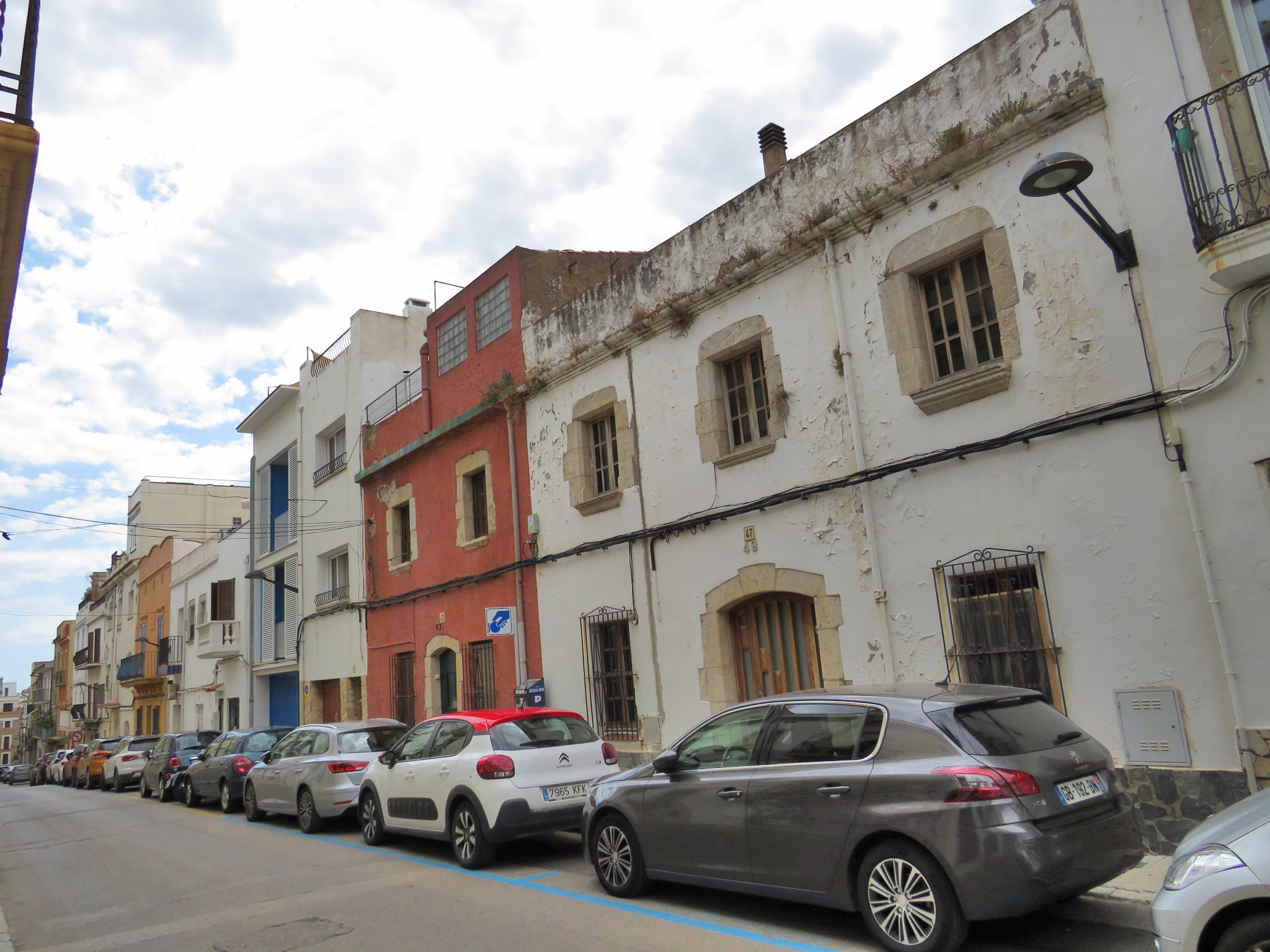
Les cases del carrer de Gràcia

Altres edificis foren rehabilitats durant el segle xix i principis del XX. Aquestes construccions presenten obertures rectangulars, algunes d'elles amb sortida a balcons correguts, amb l'emmarcament motllurat d'obra i motius decoratius de ceràmica vidrada a les llindes i les cornises. Altres motius ornamentals utilitzats són mènsules de sosteniment, baranes de ferro treballades, guardapols... Presenten els paraments arrebossats i pintats, alguns d'ells amb decoració esgrafiada i les dates de construcció o rehabilitació dels edificis.
Per acabar, cal fer referència als edificis que estan essent rehabilitats en els últims temps. La majoria han conservat els elements més originals de les construccions, per exemple, els emmarcaments de pedra de les obertures, tot i que majoritàriament transformades o reutilitzades per al nou ús de la construcció.